# Progetti coloniali tedeschi precedenti al 1871

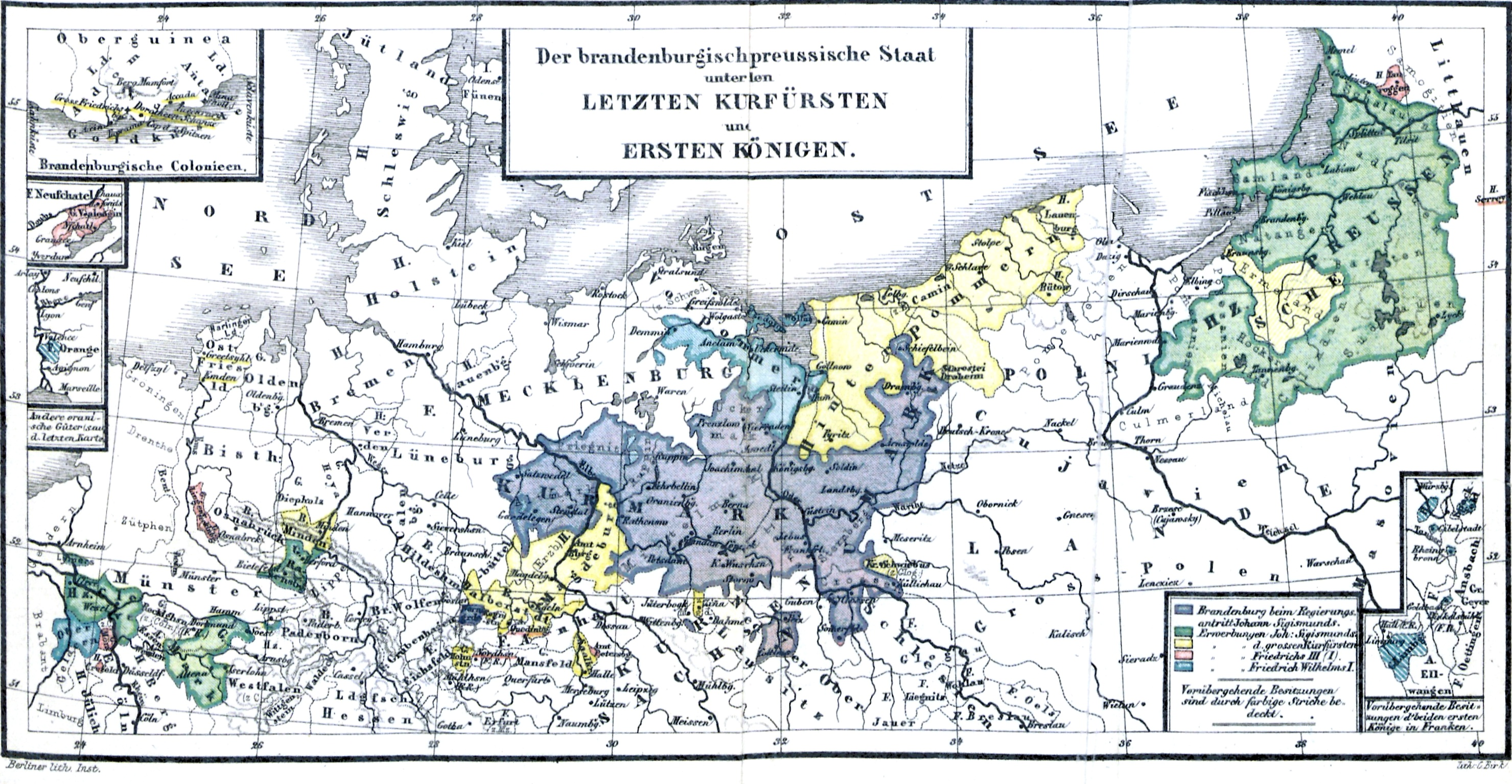
Mappa storica del Brandeburgo-Prussia che mostra le colonie della Costa d'Oro (moderno Ghana) (in alto a sinistra)

Quando l'Impero tedesco venne costituito nel 1871, nessuno degli Stati che lo componevano aveva delle colonie oltremare. Solo dopo la Conferenza di Berlino del 1884 la Germania iniziò ad acquisire nuovi possedimenti coloniali, ma la sua storia coloniale affondava le proprie radici nel Cinquecento. Prima della dissoluzione del Sacro Romano Impero nel 1806, vari Stati tedeschi avevano costituito delle compagnie commerciali privilegiate per creare degli avamposti commerciali d'oltremare; in alcuni casi avevano anche ottenuto il controllo diretto territoriale o amministrativo delle relative aree.
Dopo il 1806 i tentativi di assicurarsi dei territori oltremare vennero abbandonati; al contrario venne lasciato il posto a delle compagnie commerciali che si distinsero nell'area del Pacifico, mentre le società per azioni e le associazioni coloniali iniziarono progetti altrove, che comunque non durarono molto.

## Il Sacro Romano Impero (sino al 1806)
Prima del 1871 vi furono molti progetti per far migrare i tedeschi al di fuori della loro terra natia, come ad esempio i tedeschi del Volga invitati in Russia da Caterina la Grande o i palatini nelle colonie americane. Inoltre, alcuni principi di stati tedeschi vennero coinvolti nelle avventure coloniali inglesi ed olandesi prestando delle truppe ad uso delle colonie straniere. Per questo, ad esempio, il duca Carlo II Eugenio del Württemberg fondò il Reggimento del Württemberg del Capo per la Compagnia olandese delle Indie orientali mentre i principi di Waldeck organizzò dei reggimenti ad uso coloniale e vi prestò persino servizio. Vari reggimenti di Assiani combatterono con gli inglesi durante la guerra d'indipendenza americana.
A metà del XVII secolo, la principale motivazione che spingeva gli stati tedeschi a cercare di intraprendere delle avventure in campo coloniale era la loro economia, pesantemente provata dalla Guerra dei Trent'anni. Col commercio e l'agricoltura in crisi nella maggior parte della Germania e la popolazione notevolmente ridotta, la lucrativa tratta atlantica degli schiavi africani in particolare appariva offrire la prospettiva di un facile e rapido recupero economico. La principale ispirazione degli Stati tedeschi fu la Repubblica olandese che rapidamente seppe trasformarsi da uno Stato di minore importanza ad una tra le principali potenze commerciali e navali al mondo; vari governanti tedeschi miravano ad emularne l'esempio.

### Piccola Venezia (Venezuela)

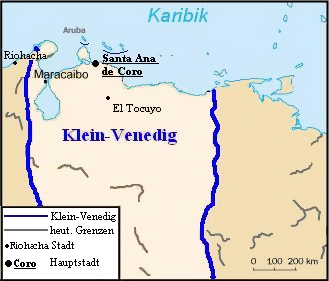
Mappa della Piccola Venezia

Il primo progetto coloniale tedesco fu per iniziativa privata. L'imperatore Carlo V del Sacro Romano Impero governava non solo i territori tedeschi, ma anche quelli dell'Impero spagnolo e si trovava profondamente indebitato con la famiglia dei banchieri Welser di Augusta. Per ripagare il debito coi Welser, l'imperatore concesse a loro della terra coloniale sulla costa dell'attuale Venezuela nel 1528, luogo che essi chiamarono "Piccola Venezia". Un piccolo numero di coloni tedeschi ed un gran numero di schiavi vennero inviati nella colonia. Gran parte dei tedeschi morì ed i governatori locali si dedicarono perlopiù alla ricerca dell'El Dorado. Nel 1556 la Corona spagnola revocò ai Welser il loro privilegio e riprese il controllo del territorio. I Welser vennero visti come dei veri e propri eroi del colonialismo tedesco nella corrente romantica del XIX secolo, e guardati con ammirazione nei progetti coloniali tedeschi degli anni '80 e '90 dell'Ottocento.

### Le Indie dell'Hanau

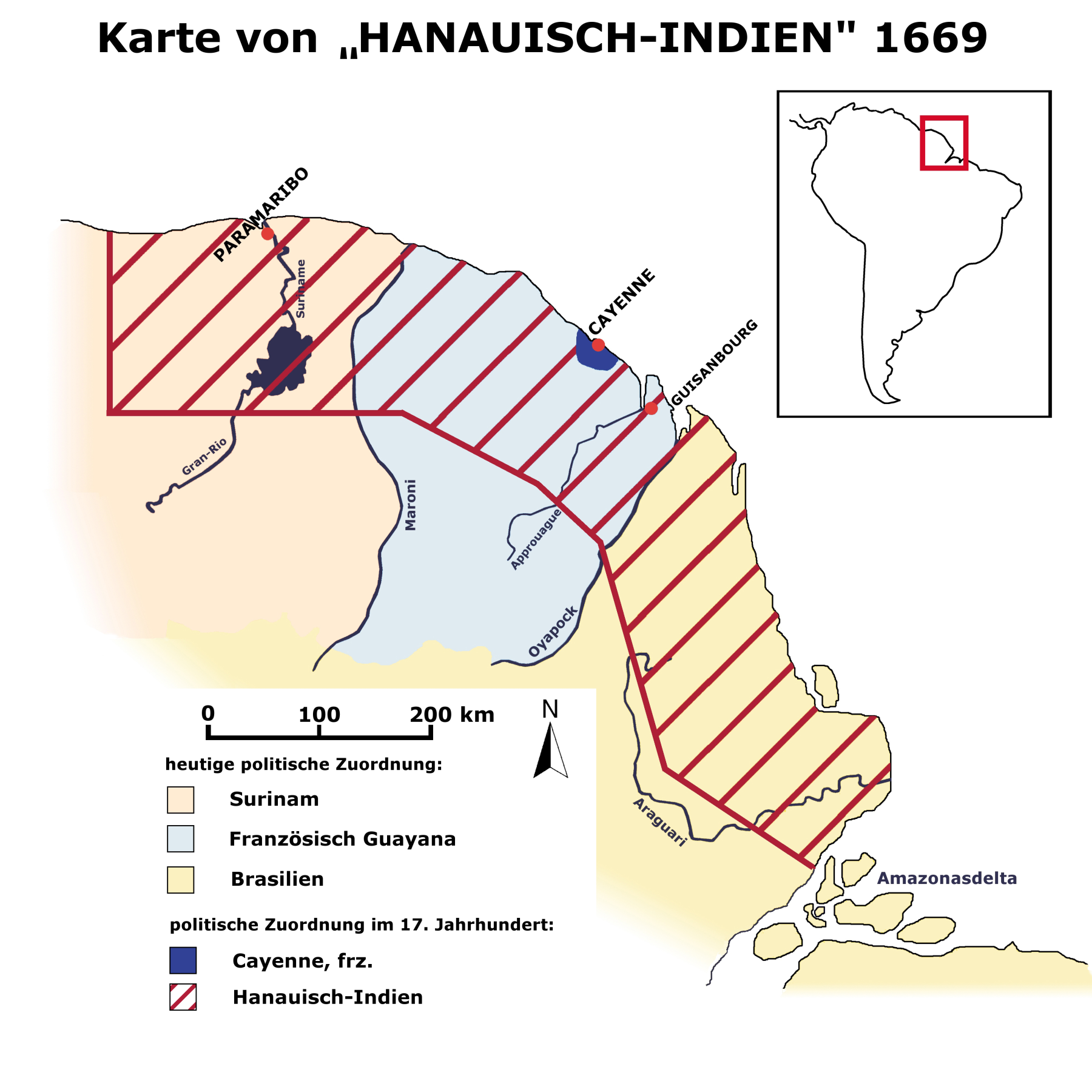
Mappa della colonia proposta dell'India-Hanau, 1669

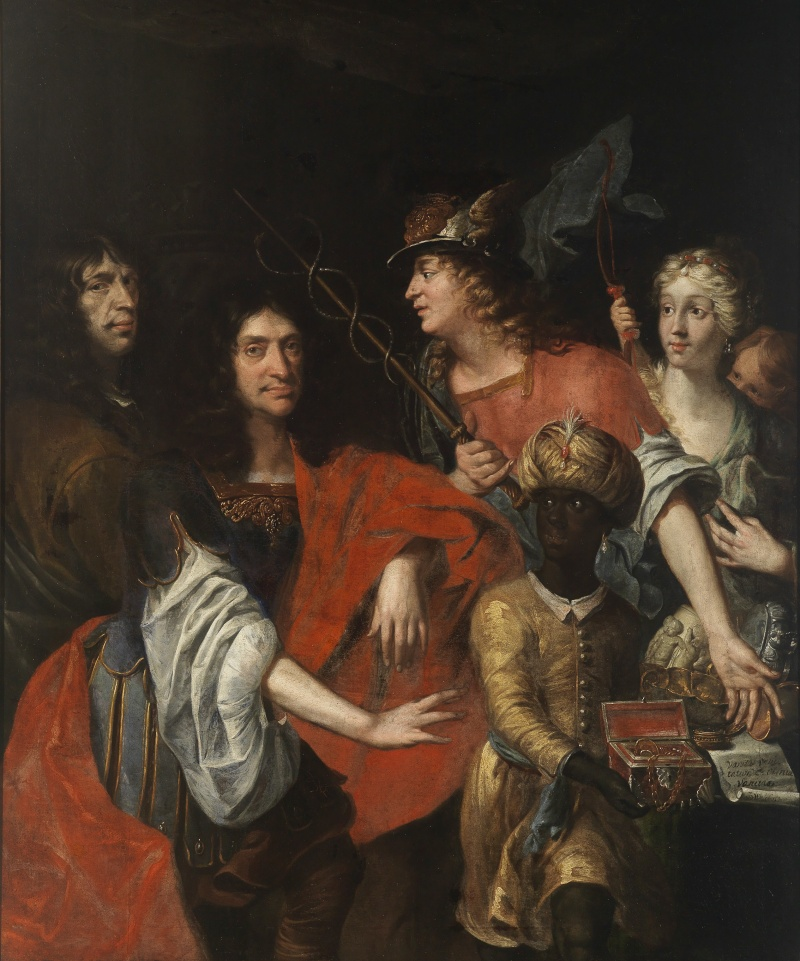
Johann David Welcker, Allegoria dell'acquisizione delle Indie Hanauiane da parte del conte Federico Casimiro di Hanau-Lichtenberg nel 1669 (1676). Staatliche Kunsthalle Karlsruhe Inv.-Nr. 1164.

Nel 1669 la Compagnia olandese delle Indie occidentali e la contea di Hanau sottoscrissero un contratto per la concessione di un terreno di 100000 km² tra il fiume Orinoco ed il Rio delle Amazzoni nella Guiana olandese, territorio che venne ceduto in amministrazione all'Hanau. Questo territorio era di molte volte più grande dello stesso Hanau (che era appena 1,400 km²). L'intenzione era quella di compensare le mancanze dell'economia dell'Hanau con un bilancio positivo nella colonia. Il contratto assicurò pure molti diritti agli olandesi, incluso il monopolio dei trasporti tra l'Hanau e le Indie. Ad ogni modo, mancarono da subito le risorse per sostenere un progetto su così larga scala oltre a mancare i coloni da inviare oltremare. Il progetto si rivelò un fiasco finanziario per la contea di Hanau. Venne fatto un tentativo di vendere la colonia a Carlo II d'Inghilterra, ma questo non andò a buon fine, in particolare per lo scoppio della terza guerra anglo-olandese in quello stesso anno.

### I progetti bavaresi
Nel 1657 lo studioso bavarese Johann Joachim Becher pubblicò Chiamata alla fondazione delle colonie tedesche in oltremare (Aufruf zur Gründung deutscher Überseekolonien), ma questo progetto non trovò un supporto immediato. L'elettore Ferdinando Maria di Baviera era interessato all'idea di colonizzare New Amsterdam, ma dopo che i Paesi Bassi ebbero ceduto definitivamente il territorio alla Gran Bretagna, l'idea dei bavaresi venne archiviata nel 1675. Nei primi anni '30 del Settecento vi fu un piano progettato dall'elettore Massimiliano II Emanuele per prendere possesso di un tratto di terra in Guiana presso il fiume Barima per stabilirvi una colonia bavarese, anche se non si ebbero poi più notizie di questo piano e si ha ragione di credere che esso sia stato abbandonato.

### Colonie del Brandeburgo-Prussia

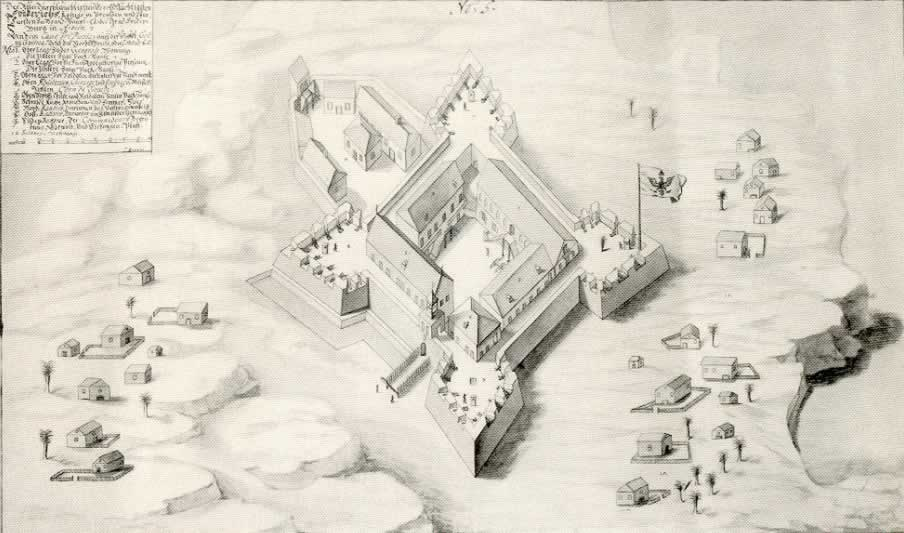
Fort Groß Friedrichsburg al tempo del suo completamento nel 1686

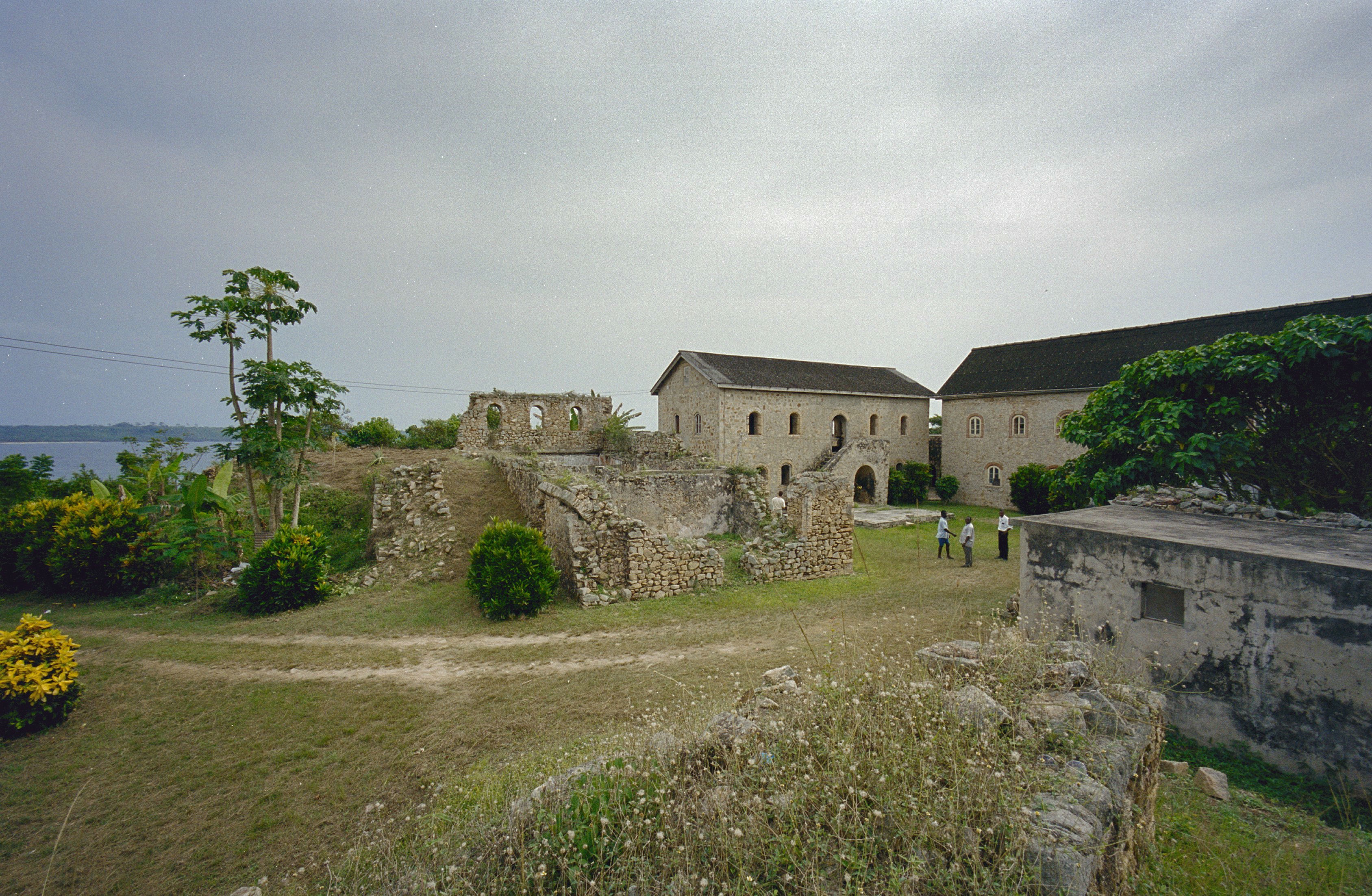
Le rovine di Fort Groß Friedrichsburg oggi

#### Le prime avventure coloniali
Le ambizioni coloniali del Brandeburgo-Prussia iniziarono con l'elettore Federico Guglielmo I di Brandeburgo che aveva studiato presso le università olandesi i Leyen e Le Hague. Quando Federico Guglielmo divenne elettore nel 1640, invitò degli ingegneri olandesi in Brandeburgo, come pure inviò degli ingegneri brandeburghesi a studiare nei Paesi Bassi, e nel 1646 sposò la contessa Luisa Enrichetta della dinastia olandese degli Orange-Nassau. Ingaggiò l'ammiraglio olandese Aernoult Gijsels van Lier come suo consigliere e cercò di persuadere l'imperatore del Sacro Romano Impero e altri principi dell'impero a prendere parte alla creazione di una compagnia tedesca delle Indie orientali. L'imperatore declinò l'offerta ritenendo pericoloso andare ad intaccare gli interessi di altre potenze europee. Nel 1651, Federico Guglielmo si accordò per comprare quindi autonomamente il possedimento danese di Fort Dansborg e Tranquebar in India per 120.000 talleri, ma alla fine non fu in grado di raccogliere l'intera somma e l'accordo venne cancellato nel 1653.

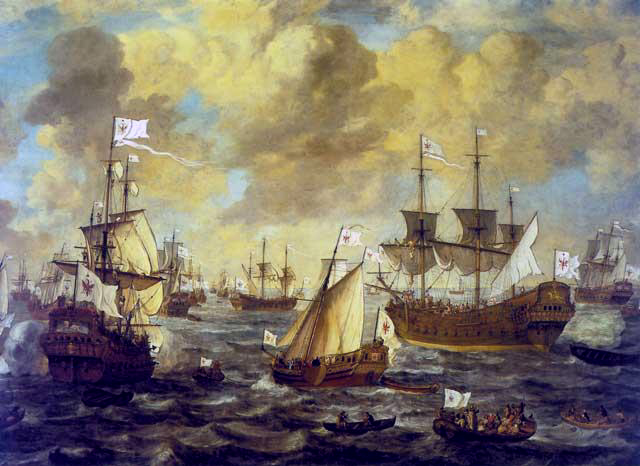
La marina del Brandeburgo-Prussia

#### Operazioni schiaviste del Brandeburgo
Nel 1680 la prima nave schiavista salpò dal Brandeburgo alla volta dell'Africa. In mancanza di un porto diretto sul Mare del Nord, i brandeburghesi si imbarcarono al porto di Pillau nel Baltico; nel 1683 venne siglato un accordo con la città di Emden per concedere l'accesso ai brandeburghesi al Mare del Nord. Nel 1682, su suggerimento del mercante e pirata olandese Benjamin Raule, Federico Guglielmo creò la Compagnia africana del Brandeburgo (Brandenburgisch-Afrikanische Compagnie, BAC), la prima organizzazione schiavista di uno stato tedesco a partecipare alla tratta atlantica degli schiavi africani. Con il suo stato ancora in crisi dalla Guerra dei Trent'anni, l'elettore sperava di replicare il successo mercantile della Compagnia olandese delle Indie orientali. Nel 1683 la bandiera con l'aquila rossa del Brandeburgo venne posta su Capo Three Points nell'attuale Ghana, e venne siglato il primo "trattato di protezione" coi capi locali. Inoltre, venne posta la prima pietra di Fort Groß Friedrichsburg. Nel 1687 la Prussia siglò un trattato con l'emiro di Trarza che gli permise di utilizzare il forte di Arguin per rifornimento e commercio - la gomma arabica era una delle principali risorse per i prussiani nell'area. Tra gli altri beni ricavati dall'area si contavano l'avorio, l'oro e il sale.
Per trovare un mercato di schiavi adatto per gli schiavi importati dall'Africa, Federico Guglielmo necessitava di una base nei Caraibi. Nel 1684, la Prussia non riuscì ad acquistare le isole francesi di Sainte Croix e Saint Vincent. Nel novembre del 1685, dopo un fallito tentativo di acquistare Saint Thomas dalla Danimarca, la Compagnia africana del Brandeburgo concluse un accordo per ottenere in affitto parte di Saint Thomas come base per 30 anni, pur restano la sovranità dell'isola alla Danimarca e la sua amministrazione alla Compagnia danese delle Indie occidentali. La Prussia ottenne l'area nei pressi della capitale, Charlotte Amalie, e la chiamò Brandenburgery, oltre ad altri territori chiamati baia di Krum e stati di Bordeaux più ad ovest. La prima nave brandeburghese giunse a Saint Thomas nel 1686 con a bordo 450 schiavi provenienti da Groß Friedrichsburg. Nel 1688, 300 europei e diverse centinaia di schiavi vivevano ormai nei possedimenti coloniali brandeburghesi. La richiesta di schiavi per le piantagioni inglesi e francesi richiedeva l'apporto di un numero sempre maggiore di schiavi e pertanto la Prussia ebbe mercato facile in questo campo. Tra il 1682 ed il 1715 i prussiani sbarcarono 19.240 schiavi nei Caraibi.

#### Il picco del commercio ed il declino
La Prussia tentò di acquisire altri territori caraibici per sviluppare il traffico degli schiavi. Tentò a questo scopo di acquistare l'Isola del Granchio nel 1687, ma l'isola era reclamata anche dalla Danimarca, dall'Inghilterra e dalla Spagna, e quando una seconda spedizione inviata nel 1692 trovò l'isola ormai nelle mani dei danesi, il piano venne abbandonato. Nel 1689, la Prussia annetté Peter Island, ma la piccola isola prevalentemente rocciosa si dimostrò inadatta per sviluppare degli insediamenti o degli avamposti commerciali. Nel 1691, la Prussia ed il ducato di Curlandia si accordarono insieme per la spartizione di Tobago, ma quando la Curlandia venne costretta ad abbandonare l'isola e questa cadde nelle mani degli inglesi, l'accordo venne reso nullo ed i negoziati con l'Inghilterra portarono a nulla. Nel 1695, la Prussia tentò di ottenere Tortola, ma l'Inghilterra le negò il permesso di creare un insediamento. Allo stesso modo, l'Inghilterra le negò l'acquisto dell'isola di Sint Eustatius nel 1697.
Dopo un breve periodo di prosperità dal 1695 iniziò un graduale periodo di declino. Una delle principali ragioni di questa decadenza fu indubbiamente la mancanza di fondi finanziari e militari da investire nell'impresa da parte della Prussia, ma anche la determinazione dei Francesi a liberarsi di un possibile rivale commerciale. La flotta coloniale prussiana vantava all'epoca sedici navi in totale, e tra il 1693 ed il 1702, quindici andarono perdute a causa di attacchi da parte della Francia. Nel novembre del 1695, le forze francesi saccheggiarono la colonia brandeburghese (ma non quella danese) sull'isola di Saint Thomas. Nel 1731, la compagnia brandeburghese a Saint Thomas era ormai divenuta improduttiva e l'isola venne definitivamente abbandonata nel 1735 per poi essere venduta all'asta nel 1738.
Il nipote di Federico Guglielmo, re Federico Guglielmo I di Prussia, non aveva ambizioni personali né inclinazioni a sostenere le colonie e si focalizzò più sull'espansione dell'esercito prussiano, settore nel quale impiegò la maggior parte delle risorse dello stato. Nel 1717 revocò i permessi alla compagnia brandeburghese e vendette le colonie africane del suo stato alla Compagnia olandese delle Indie occidentali per 7200 ducati e 12 "mori". Federico il Grande investì invece 270.000 talleri nella costituzione di una nuova compagnia operante in Asia a Emden nel 1751, ma non ebbe interessi coloniali diretti.
Tra il 1774 ed il 1814, Joachim Nettelbeck, un eroe popolare, tentò di persuadere la Prussia a tornare alla propria politica coloniale. Tra le altre cose, egli scrisse un memorandum raccomandando l'occupazione di un'area non ancora assegnata presso il fiume Corentyne tra il Berbice ed il Suriname. Né Federico il Grande né Federico Guglielmo II presero seriamente in considerazione la proposta di Nettelbeck.

## La Confederazione Tedesca (1806-1871)

### Colonie e coscienza nazionale tedesca
La chiamata internazionale al colonialismo fu uno dei punti del liberalismo tedesco alla ricerca di una propria identità statale. Secondo i liberali tedeschi, il tema coloniale era centrale sia a livello sociale che a livello culturale e politico perché la Germania potesse avere un ruolo centrale nella politica europea.
Il 2 febbraio 1806 a Tübingen l'allora studente Carl Ludwig Reichenbach fondò la società segreta Otaheiti per la fondazione di una colonia nei mari del sud a Tahiti, assieme a Carl e Wilhelm Georgii, i fratelli Kurz, Georg Sellner, Immanuel Hoch, Christian Klaiber, Friedrich Hölder e Christian Friedrich Hochstetter. Alla fine del 1808, il gruppo venne scoperto dalla polizia che arrestò gran parte dei suoi membri con l'accusa di alto tradimento.
Nel 1828 un gruppo di coloni fondò l'insediamento di Askania-Nova nell'attuale Ucraina come colonia in affitto per conto del ducato tedesco di Anhalt-Köthen. Nei primi anni venne portato avanti con successo l'allevamento di pecore, ma ben presto, per la mancanza di finanziamenti adeguati, la colonia venne abbandonata. Passò tra i possedimenti del duca di Anhalt-Dessau e venne infine venduta nel 1856 ad un aristocratico russo-tedesco.
Durante il breve periodo dell'Impero tedesco (1848-1849), l'entusiasmo per le prospettive coloniali aumentò notevolmente e vennero fondate delle società coloniali a Lipsia ed a Dresda, seguite da altre a Darmstadt, Wiesbaden, Hanau, Amburgo, Karlsruhe e Stoccarda. Nel giugno del 1848 Richard Wagner scriveva "Ora vogliamo viaggiare a bordo di navi per il mare, per trovare una più giovane Germania".

### Insediamenti tedeschi in Sudamerica

#### Brasile

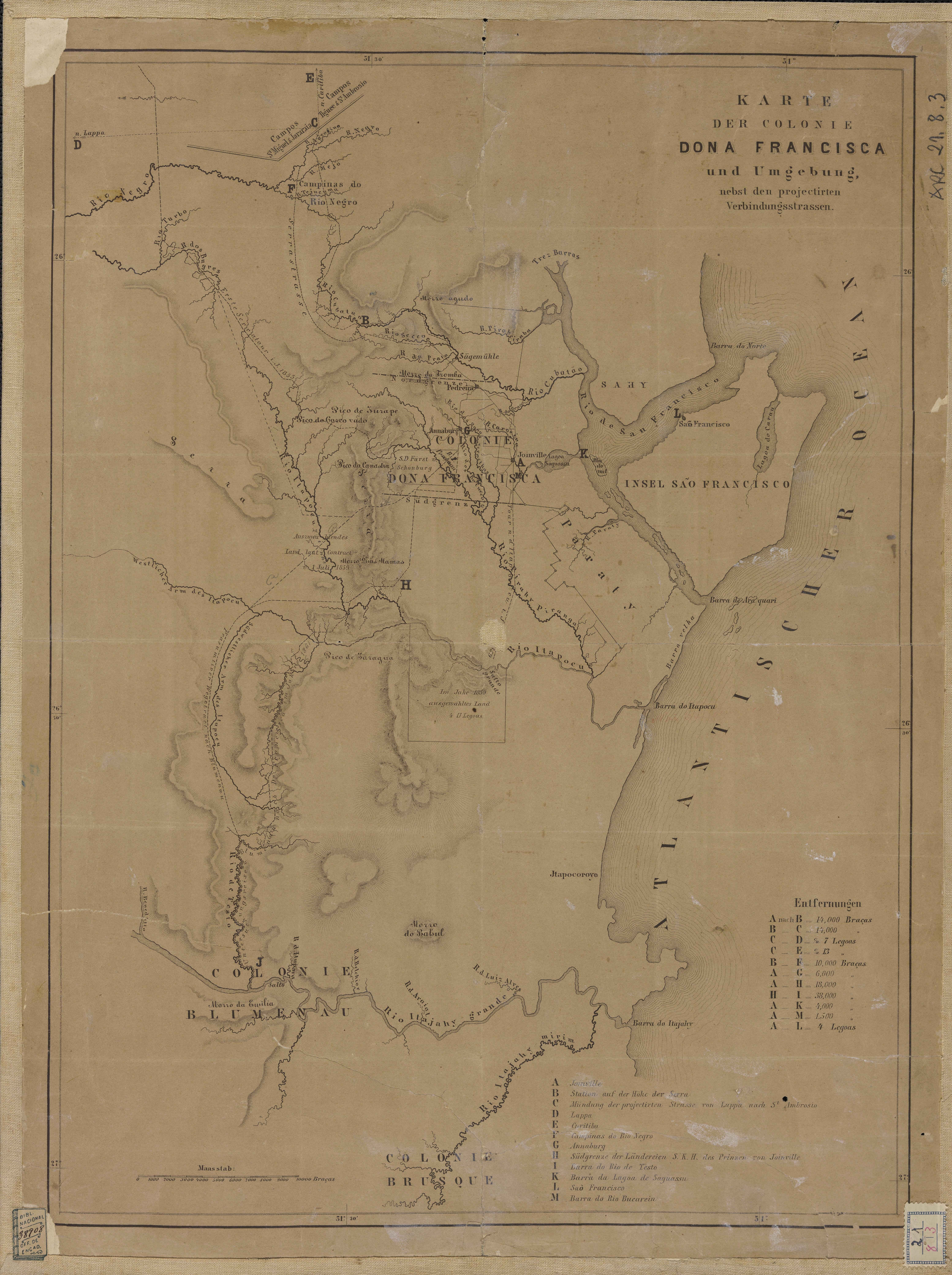
Mappa del 1840 della colonia di Dona Francisca

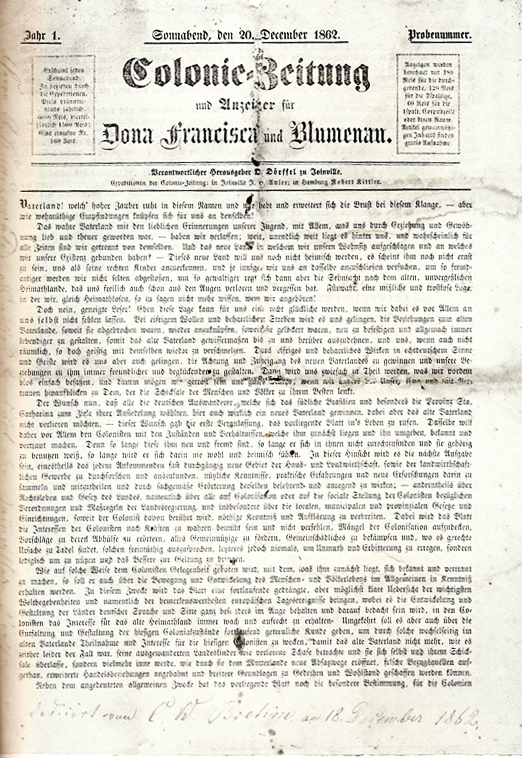
La prima colonia del Brazilian Colonie-Zeitung, 1862

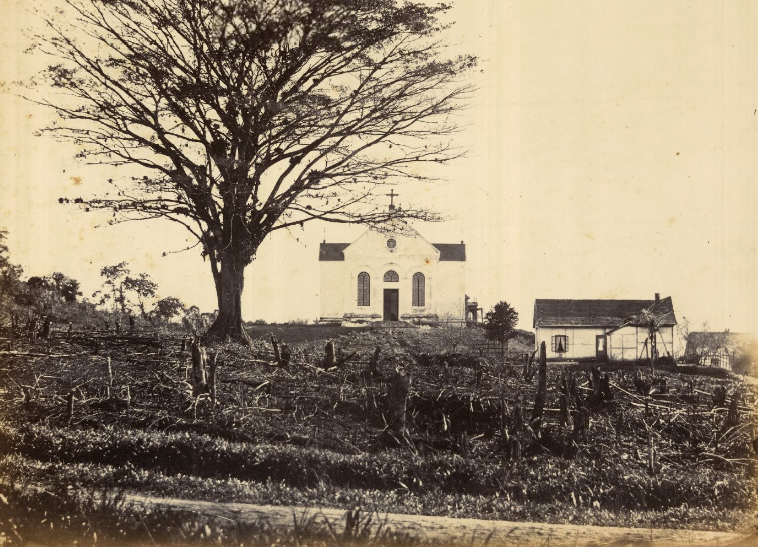
Colônia Dona Francisca (1866)

Re Giovanni VI del Portogallo e del Brasile incoraggiò altri coloni europei a popolare il Brasile. In un decreto del 1808 aprì il paese anche all'immigrazione non portoghese e garantì delle concessioni terriere anche ai non cattolici. Egli in particolare desiderava che i coloni si insediassero a sud dove vivevano delle popolazioni indigene. Continuando la sua politica anche quando il Brasile dichiarò la sua indipendenza, il successore di Giovanni, Pietro I del Brasile si mise inoltre alla ricerca di nuovi soldati leali alla sua causa per opporsi ai nazionalisti portoghesi che si opponevano al suo governo. La moglie di dom Pedro era l'arciduchessa Maria Leopoldina d'Asburgo e il suo confidente personale, il maggiore Georg Anton Schäffer, venne inviato proprio in Germania a ricercare nuove reclute. Dom Pedro si offrì di garantire il libero passaggio sino in Brasile e la concessione di terre nell'area del Rio Grande do Sul. Dalla fine del 1824, circa 2000 nativi tedeschi erano emigrati in Brasile, e altri 4000 giunsero dal 1830.
Nel 1827, Karl Sieveking concluse un accodo commerciale con i mercanti di Amburgo per l'area del Rio de Janeiro. Il 30 marzo 1846 avvisò gli stessi mercanti di Amburgo che il senato di Brema stava progettando di estendere le proprie attività in Sud America. Ansioso di non perdere la propria posizione preminente, un gruppo di tedeschi fondò la "Società di Promozione per l'Emigrazione verso le Province Meridionali del Brasile" nell'autunno del 1846. Tra gli sponsor della compagnia vi furono Chr. Matt. Schröder & Co, CJ John's sons, Ross, Vidal & Co, Rob. M. Sloman, AJ Schön & Söhne e A. Abendroth. Adolph Schramm venne inviato presso il Rio de Janeiro per concludere dei negoziati, ma questi si protrassero a lungo; il 30 giugno 1847 Sieveking morì e con la situazione politica generale in Germania che andava deteriorandosi, la "Società di Promozione per l'Emigrazione verso le Province Meridionali del Brasile" venne disciolta nell'autunno del 1847.
Dal 1849, le condizioni per la fondazione di una nuova colonia erano ormai migliorate. Il principe i Joinville aveva ricevuto dei territori nella provincia di Santa Catarina come dote da sua moglie Francesca, figlia di Dom Pedro, ed era intenzionato ad insediarvisi. In precedenza, come figlio del re di Francia, non aveva apprezzato l'idea di una colonizzazione tedesca su vasta scala; dopo la deposizione di Luigi Filippo fu più malleabile sull'argomento. Ad ogni modo furono ben pochi i mercanti di Amburgo desiderosi di prendere parte all'impresa - la nuova "Associazione di Colonizzazione del 1849 in Amburgo" attrasse ancor meno partners della precedente. Fondata da Fa. Chr. Matth. Schröder & Co e Adolph Schramm, successivamente le si aggiunsero anche Friedrich Gültzow e Ernst Merck.
L'area della colonizzazione era più piccola di quanto pianificato tre anni prima. L'associazione fondò un insediamento e fissò il numero di coloni per ogni anno, escludendovi categoricamente l'uso di schiavi. La colonia sarebbe stata chiamata "Dona Francisca" in onore alla principessa di Joinville, e la prima città sarebbe stata chiamata "Joinville". Tra il 1851 ed il 1856 l'insediamento raggiunse i 1812 membri. Le finanze però non erano ottimali, ancor più da quando, nel 1857, la Fa. Chr. Matth. Schröder & Co aveva cessato il commercio. Al 1870 la colonia contava 6 500 abitanti, ma era ormai passata nelle mani del governo brasiliano.

#### Cile
Dal 1850 al 1875 la regione attorno a Valdivia, Osorno e Llanquihue nel Cile meridionale accolse 6000 immigrati tedeschi come parte di un programma di colonizzazione di stato. Alcuni immigrati lasciarono l'Europa come conseguenza della Rivoluzione tedesca del 1848-1849. Migrarono abili artigiani, contadini e mercanti verso il Cile, contribuendo significativamente al suo sviluppo. Inizialmente l'immigrazione venne promossa dall'espatriato tedesco Bernhard Eunom Philippi il cui progetto venne approvato dalle autorità cilene alla fine degli anni '40 dell'Ottocento. Tedeschi e tedesco-cileni svilupparono un commercio fruttuoso lungo le Ande, controllando i passi montani e fondando insediamenti come ad esempio Bariloche in Argentina.
Gli insediamenti cileni avevano ben poco a che fare con gli stati tedeschi dal momento che tale migrazione precedette la formazione della moderna Germania nel 1871.

### Le isole Chatham

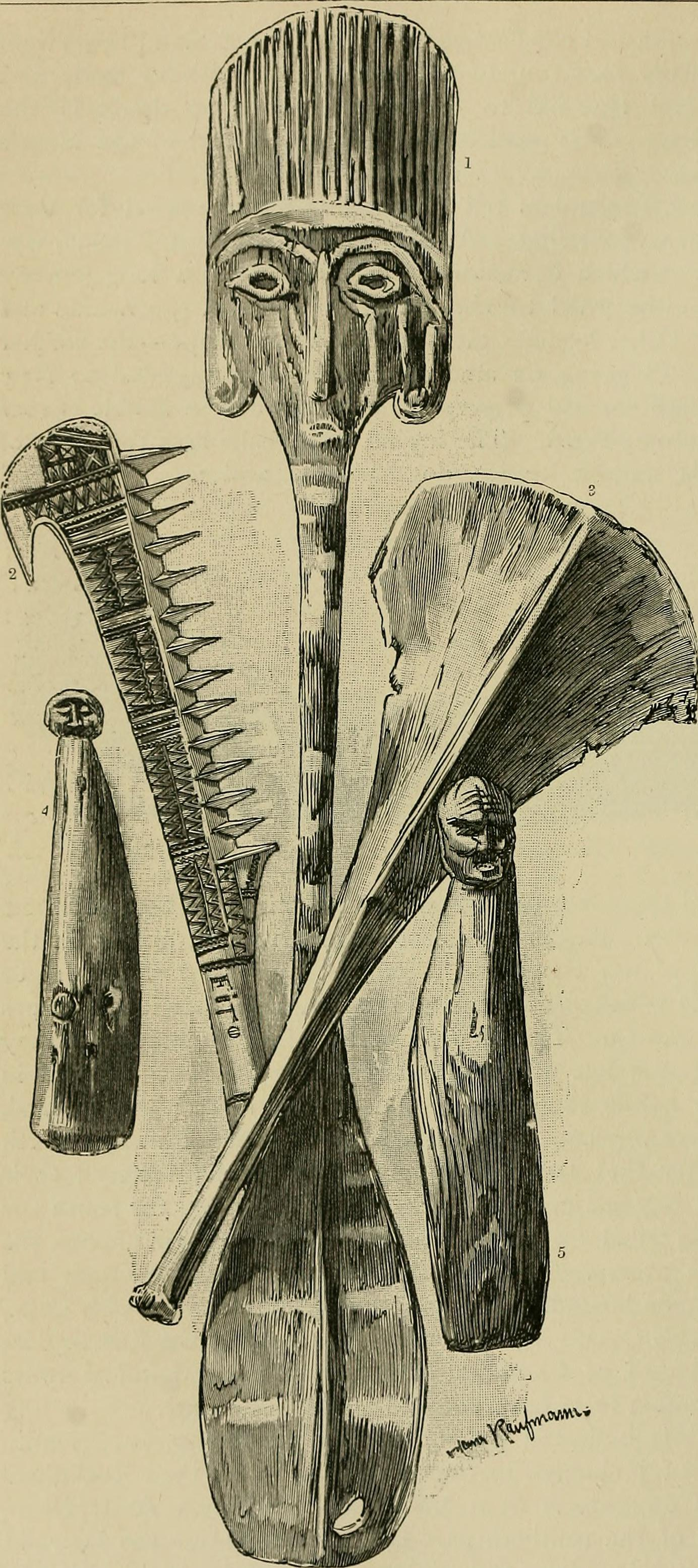
Oggetti realizzati dagli abitanti di Wharekauri (isole Chatham)

La Società per la Colonizzazione Tedesca (Deutsche Colonisations-Gesellschaft) fu un'altra compagnia istituita dai mercanti di Amburgo nel 1842 per formare una colonia tedesca nelle isole Chatham, a circa 650 km a sudest della North Island della Nuova Zelanda. Il 12 settembre 1841, venne siglato un memorandum ad Amburgo da John Ward per conto della New Zealand Company e Karl Sieveking per conto dei colonizzatori tedeschi per l'acquisto delle isole Chatham per la somma di 10.000 sterline anche se la Gran Bretagna non ne aveva mai formalmente reclamato la sovranità. La ratificazione dell'accordo venne completata in sei mesi. A novembre, Sieveking pubblicò un libretto con diversi rapporti su Chatham col titolo "Warrekauri" ed il sottotitolo "La colonia tedesca agli antipodi". Nel dicembre 1841, la stampa amburghese riportò positivamente il progetto, anche se generalmente gli altri giornali si dimostrarono critici nei confronti del progetto.
Anche se alla New Zealand Company era stato detto di chiudere l'accordo nel dicembre del 1841, Ward continuò comunque i negoziati. Il 15 febbraio 1842 venne stabilita una commissione provvisoria per cercare i fondi per sostenere il progetto coloniale. Gli sponsor furono Karl Sieveking, August Abendroth, De Chapeaurouge & Co., Joh. Ces. Godeffroy & Son, Eduard Johns, Ross, Vidal & Co., Schiller Brothers & Co., Adolph Schramm e Robert Miles Sloman.
Quando la Corona britannica venne a conoscenza del progetto, informò il proprio chargé d'affaires ad Amburgo di avvisare Sieveking sul fatto che John Ward non era stato autorizzato per iniziare i negoziati e delle lettere patenti siglate dalla regina Vittoria il 4 aprile 1842 confermarono che le isole Chatham erano ancora parte della colonia britannica della Nuova Zelanda. L'accordo del 12 settembre 1841 venne annullato e la commissione provvisoria venne sciolta.

### L'espansione del commercio e della marina
La politica coloniale della Germania dopo il 1848 venne condotta essenzialmente in base a considerazioni di carattere commerciale. A differenza di altre nazioni vicine, non vi fu un forte impeto ad attività missionarie né alla germanizzazione delle popolazioni indigene come missione primaria.
Negli anni '50 e '60 dell'Ottocento, la Germania intraprese le proprie prime azioni commerciali in Africa, a Samoa e nella parte nordorientale della Nuova Guinea. Ad esempio nel 1855 J.C. Godeffroy & Sohn espanse i suoi commerci nel Pacifico. Il suo agente a Valparaiso, August Unshelm, salpò per le isole samoane per espandere in loco piantagioni di cocco, cacao e di albero della gomma, in particolare sull'isola di Upolu dove i tedeschi monopolizzarono la lavorazione della copra e dei semi di cacao. Nel 1865 J.C. Godeffroy & Sohn ottenne una concessione per 25 anni sull'isoletta orientale di Niuoku dell'atollo di Nukulaelae (nell'attuale stato di Tuvalu). Queste avventure commerciali formarono poi la base per l'annessione di tali colonie sotto l'Impero tedesco, anche se prima del 1871 il governo mantenne una politica propensa ad evitare l'espansione coloniale.

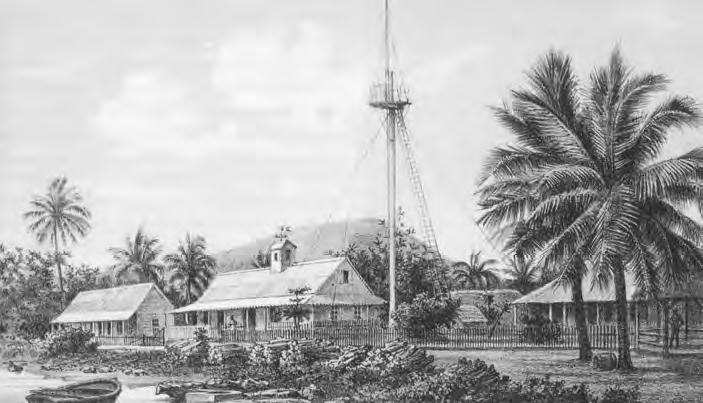
Il consolato tedesco ad Apia, Samoa

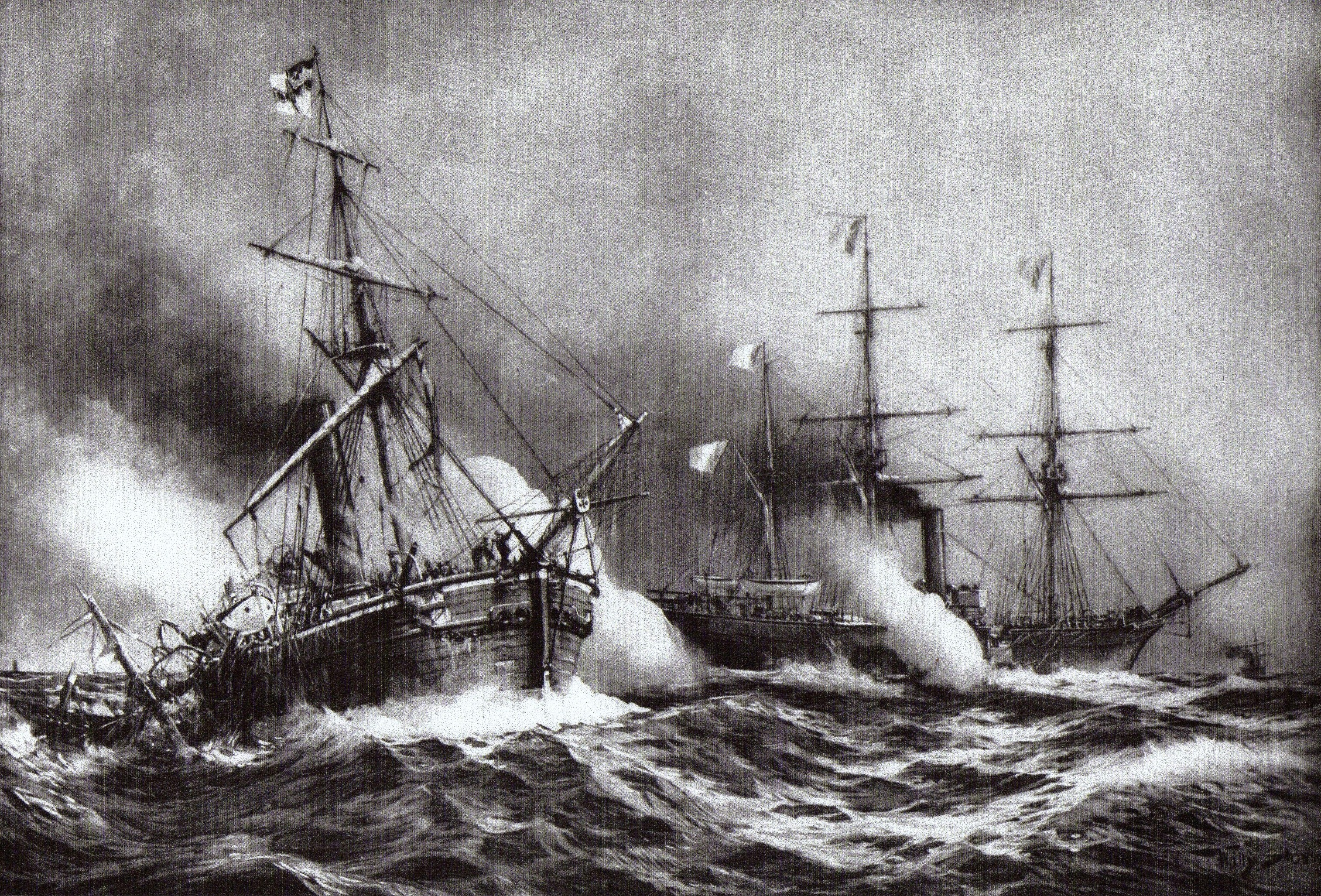
La cannoniera tedesca "Meteor" in azione durante la battaglia dell'Havana (1870)

Periodicamente alla Germania arrivavano proposte di colonizzazione o di acquisizione di territori, inclusa una per l'annessione di Formosa e un'altra per un insediamento tedesco nelle isole Nicobare, ma tutte queste iniziative vennero ripetutamente rifiutate dal governo tedesco per le eccessive spese e per la volontà di non divenire una concorrente del Regno Unito in campo coloniale. Ad esempio un gruppo di commercianti tedeschi si portò nelle Figi e tornò in patria con la proposta di annetterle, ma Bismarck rigettò il progetto nel marzo del 1870 pur nominandovi un console.
La fondazione della flotta imperiale tedesca creò certamente un potere navale che fu in grado di forzare le aspirazioni coloniali tedesche. Nel 1848 sia la commissione navale di Amburgo che il principe Adalberto di Prussia come capo della commissione tecnica navale nel suo "Memorandum sulla formazione di una flotta tedesca" richiamarono la necessità di fondare una flotta commerciale. Con lo scioglimento del primo impero tedesco l'anno successivo, queste ambizioni coloniali non vennero poste in essere, ma nel 1867 Adalberto di Prussia divenne invece comandante della marina della Confederazione tedesca del nord ed iniziò a mettere in pratica le idee maturate nel 1848, provvedendo infine anche delle adeguate infrastrutture militari per la futura acquisizione delle colonie tedesche.